# Drosophila paralongifera
Drosophila paralongifera är en tvåvingeart som beskrevs av Gupta och Singh 1981. Drosophila paralongifera ingår i släktet Drosophila och familjen daggflugor.
Artens utbredningsområde är Indien.